# Wales Peak
Wales Peak är en bergstopp i Kanada.   Den ligger i provinsen Alberta, i den centrala delen av landet, 3 100 km väster om huvudstaden Ottawa. Toppen på Wales Peak är 3 121 meter över havet, eller 242 meter över den omgivande terrängen. Bredden vid basen är 1,5 km.
Terrängen runt Wales Peak är bergig norrut, men söderut är den kuperad.Trakten runt Wales Peak är nära nog obefolkad, med mindre än två invånare per kvadratkilometer.. Det finns inga samhällen i närheten. 
Trakten runt Wales Peak är permanent täckt av is och snö.